# 多鯰ヶ池のおたね
多鯰ヶ池のおたね（たねがいけのおたね）は、鳥取県鳥取市にある多鯰ヶ池にまつわる伝説。

## 物語
昔、因幡国法美郡宮ノ下に長者があり、大勢の使用人が働いていた。ある時長者は、福部の細川というところからお種という名の美しい少女を雇い入れた。この長者の家では、一日の仕事が終わると使用人たちが集まってあれこれと話し合いをするのが常だった。その日も使用人たちが集まって話をしているうち、「腹が減った」「なんぞ食うもんはないかいや」と言い出した。すると、お種がどこからかとても甘い柿をもいできて、使用人に振る舞った。それからも時々、お種は客人や使用人に柿を振る舞うことがあった。お種がどこから柿をもいでくるのか不思議に思った使用人たちは、ある夜お種をつけてみた。お種は屋敷から4里ほど離れた大きな池の畔に着くと、着物を脱ぎ捨て、見る間に白蛇に姿を変えた。白蛇に姿を変えたお種は池をすると泳いで行くと、池の中程にある島へと渡っていった。その島にはたわわに実った柿の大樹があった。お種は蛇に変身して、その島にある柿をもいできていたのである。驚いた使用人たちは屋敷に戻って一部始終を話した。しかし、それ以後、正体を見られたお種が長者の屋敷に現れることはなく、それとともに長者の権勢も次第に衰えていったということである。
- お種に変身していた白蛇は、池の北岸の大島にある弁財天に祀られている。
- お種が働いていた長者の屋敷は、摩尼寺のふもとにあったとの伝承もある。
- 正体を見られたお種が長者の屋敷まで使用人たちを追いかけてきて、固く閉ざされた屋敷の門に鱗を貼って去っていったという結末も伝えられている。

## そのほかの伝説
お種に関する白蛇伝説がよく知られているが、そのほかにも次のような伝説が語り継がれている。
- 多鯰ヶ池の主の蛇は、長い間水の中にいるのが退屈になり、時々水から出ては農家の鶏を襲ったり、卵を呑んだりするようになった。蛇のいたずらに困り果てた村人は、なんとか池の中に封じ込める方法はないかと考えた。結局、徳の高いお坊さんに祈祷してもらうほかないだろうということになり、味野にある願行寺の和尚さんに祈祷をお願いした。和尚さんは椿の木を1尺ばかりに切り、その先をとがらせた。そして呪文を唱えながらその杭を池に投げ込むと、杭は生きもののように整然と岸辺に突き刺さり、みるみるうちに椿の垣ができた。蛇は椿の垣に封じ込められ、再び陸に上がってくることはなかった。
- 昔、法美郡におまんというおばあさんが住んでおり、大島の弁財天を篤く信仰していた。毎年必ず小さなお餅をたくさん背負ってお参りしていた。ある年の夏、ひどい日照りが続き、田畑の作物は次々と枯れていった。おまんは弁財天に救済してもらうことを思いついた。池のふちに立ったおまんは、木の葉の上に一個ずつお餅をのせると、水に浮かべて恵みの雨を祈願した。お餅をのせた木の葉は池のまん中あたりまで行くと、たちまち吸い込まれるように沈んでいった。すると、にわかに空がかき曇り、雷鳴とともに雨が降り始め、田畑は緑を取り戻していった。
- 慶長の頃、鳥取城主となった池田備中守長吉が、多鯰ヶ池の主になっている蛇の尾の先に見事な宝剣があると聞いた。どうしてもその宝剣がほしくなった長吉は、京都から蛇取りの名人を呼び寄せた。名人はすぐに蛇を捕まえたが、「たしかに剣はあったが、まだ小さな蛇なので使い物にならない」と長吉に伝えた。長吉はいたく落胆したという。